# Papoea-Nieuw-Guinea op de Olympische Zomerspelen 1976
Papoea-Nieuw-Guinea debuteerde op de Olympische Spelen tijdens de Olympische Zomerspelen 1976 in Montréal, Canada. Acht jaar later zou de tweede deelname volgen.

## Deelnemers en resultaten
m = mannen

### Atletiek
| Olympiër           | Discipline   | Resultaat | Prestatie                 |
| ------------------ | ------------ | --------- | ------------------------- |
| Wavala Kali        | 100m (m)     | DNS       | serie 1: niet gestart     |
| Wavala Kali        | 200m (m)     | 31e       | serie 7: 7de in 22,64     |
| Wavala Kali        | 400m (m)     | 36e       | serie 4: 7de in 48,85     |
| John Kokinai       | 5000m (m)    | 34e       | serie 2: 11de in 14.58,33 |
| Tau John Tokwepota | 10000m (m)   | 37e       | serie 3: 14de in 32.26,96 |
| John Kokinai       | marathon (m) | 59e       | 2:41.49                   |
| Tau John Tokwepota | marathon (m) | 56e       | 2:38.04                   |

### Boksen
| Olympiër      | Discipline | Resultaat | Prestatie                                                                         |
| ------------- | ---------- | --------- | --------------------------------------------------------------------------------- |
| Zoffa Zarawi  | -48kg (m)  | 9e        | 1ste ronde: W van UGA Ochira: walk-over 2de ronde: V van CUB Hernández: knock-out |
| Tumat Sogolik | -54kg (m)  | 15e       | 1ste ronde: W van CMR Meck: walk-over 2de ronde: V van KOR Chul: knock-out        |

### Schietsport
| Olympiër      | Discipline | Resultaat | Prestatie  |
| ------------- | ---------- | --------- | ---------- |
| Trevan Clough | trap       | 35e       | 159 punten |

Amerikaanse Maagdeneilanden · Andorra · Antigua en Barbuda · Argentinië · Australië · Bahama's · Barbados · België · Belize · Bermuda · Bolivia · Bondsrepubliek Duitsland · Brazilië · Bulgarije · Canada · Chili · Colombia · Costa Rica · Cuba · Denemarken · Dominicaanse Republiek · Duitse Democratische Republiek · Ecuador · Egypte · Fiji · Filipijnen · Finland · Frankrijk · Griekenland · Groot-Brittannië · Guatemala · Haïti · Honduras · Hongarije · Hongkong · Ierland · IJsland · India · Indonesië · Iran · Israël · Italië · Ivoorkust · Jamaica · Japan · Joegoslavië · Kaaimaneilanden · Kameroen · Koeweit · Libanon · Liechtenstein · Luxemburg · Maleisië · Marokko · Mexico · Monaco · Mongolië · Nederland · Nederlandse Antillen · Nepal · Nicaragua · Nieuw-Zeeland · Noord-Korea · Noorwegen · Oostenrijk · Pakistan · Panama · Papoea-Nieuw-Guinea · Paraguay · Peru · Polen · Portugal · Puerto Rico · Roemenië · San Marino · Saoedi-Arabië · Senegal · Singapore · Sovjet-Unie · Spanje · Suriname · Thailand · Trinidad en Tobago · Tsjecho-Slowakije · Tunesië · Turkije · Uruguay · Venezuela · Verenigde Staten · Zuid-Korea · Zweden · Zwitserland